# 三原橋地下街

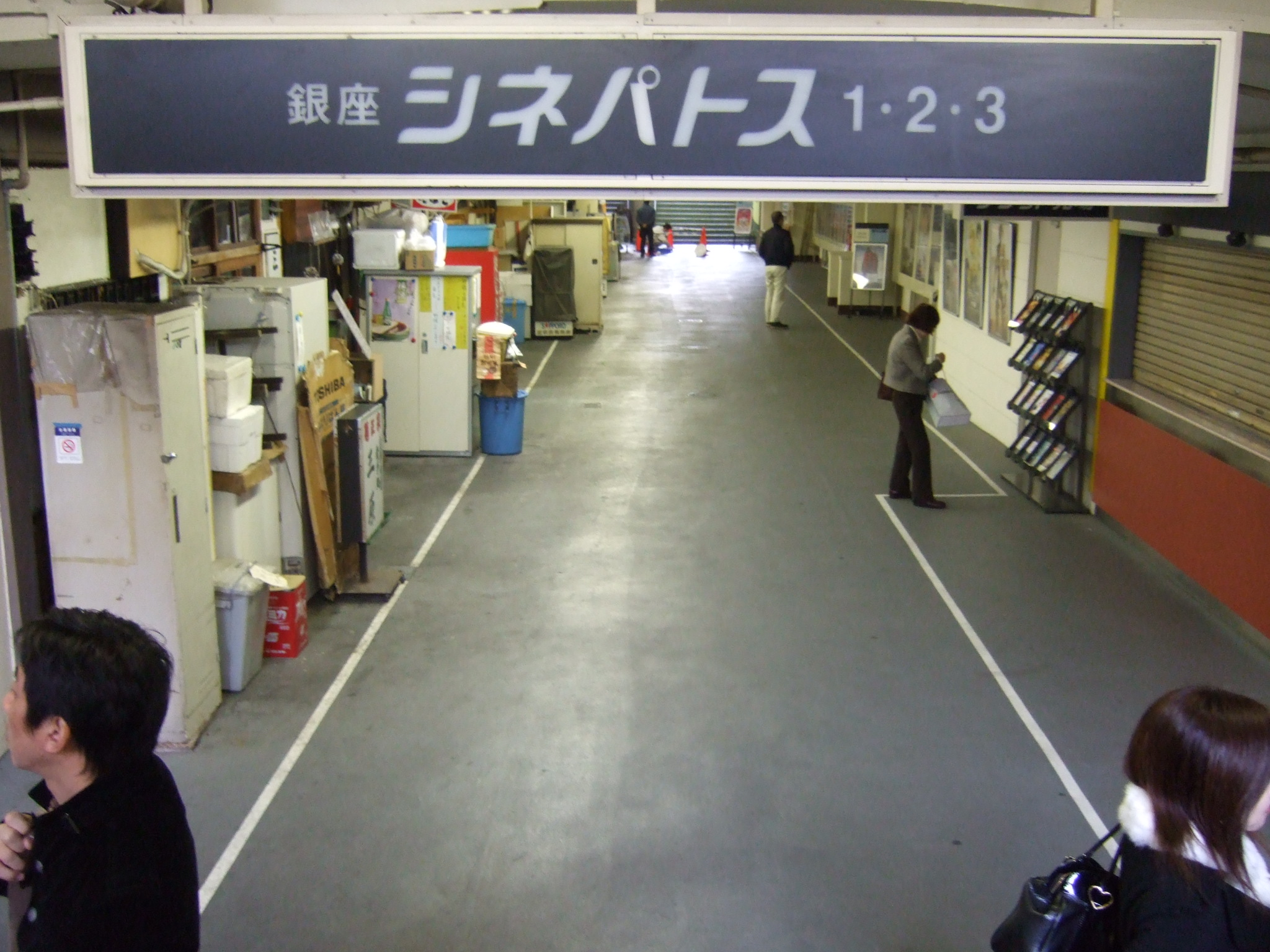
北側から見た地下街。

三原橋地下街（みはらばしちかがい）は、かつて東京都中央区の東銀座駅と銀座駅の間に、晴海通りをくぐるように存在した地下街。延べ面積1,429m2。埋め立てられた三十間堀川の橋の下に形成された。

## 歴史
1952年（昭和27年）12月1日に完成した地下街で、日本の地下街としては上野駅地下鉄ストア（現：エチカフィット上野）に次ぐ古い歴史を持っていた（これは駅ナカを地下街に含めるかどうかの解釈の違いによる）。東京都電車三原橋停留所があった。
空襲で焼けた銀座一帯の瓦礫の捨て場所として三十間堀川が埋め立てられた際に不要となった旧:三原橋を再利用して作られ、橋梁下部がアーチ状の天井を構成している。地下街と南北の入り口上のビル（当初の名称は南側が三原橋観光館A館、北側が三原橋観光館B館）の設計者は土浦亀城である。1951年7月に東京都観光協会が東京都に60万円を寄付し、観光案内所の設置など観光目的での使用許可を得た。観光協会は事業委託という形で新東京観光株式会社に運営権を与えたが、同社は条例で禁止されていた都有財産の又貸しを行ない、パチンコ店や飲み屋などの出店が相次いだ。このため1953年には中央区議会などから抗議があったが、撤去はなかなか進まなかった。
日比谷線建設の際（1963年3月から）には、地下街を一時閉鎖して大規模な改修工事が行われている。
地下鉄工事に伴う地下街の工事は、1億8000万円の工事費をかけて1965年3月までに終了、16店舗の区画が用意された。東京都は、付近の商店街に地下街への入居を呼びかけたが、袋小路のような配置やガスが使えないなどの条件から入居希望者は現れず、1969年7月の段階でも地下街の入口はベニヤ板でふさがれる状態は続いた。このため都は、商店等の誘致を断念して地下街の一部を会議室と倉庫に転用することを決めた。
1967年に映画館「銀座地球座」、1968年に「銀座名画座」がオープン（1988年にリニューアルし「銀座シネパトス1、2、3」）、飲食店などが入居した。
その後、耐震性の問題で地下街そのものの取り壊しが決定した結果、シネパトスは2013年3月31日をもって閉館し、最後まで残った「三原カレーコーナー」の2014年4月の閉店をもって三原橋地下街は閉鎖された。それに伴い、駅ナカを除く現存する日本最古の地下街は、1955年開業の浅草地下商店街となった。
保存・再生を願う学生らの呼びかけをきっかけに、建築家や研究者らが「三原橋の将来を考える会」を発足し、地下街を残す可能性を探っていたが、建物は解体されたうえ、2020年までに地下空間を埋め立て、太鼓状の橋を撤去して晴海通りを平らにする工事が行われた。

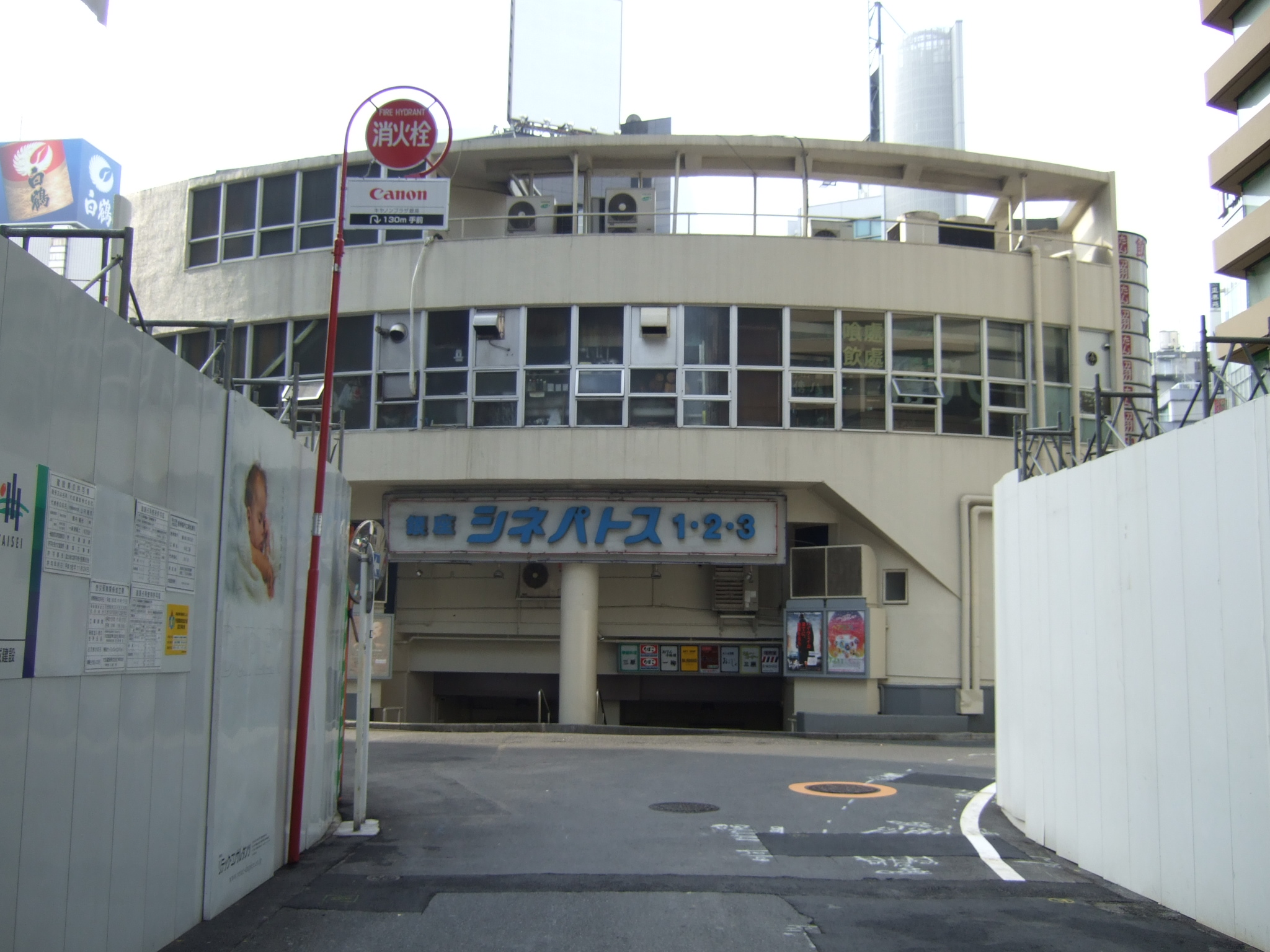
北側道路から地下街入り口を見る
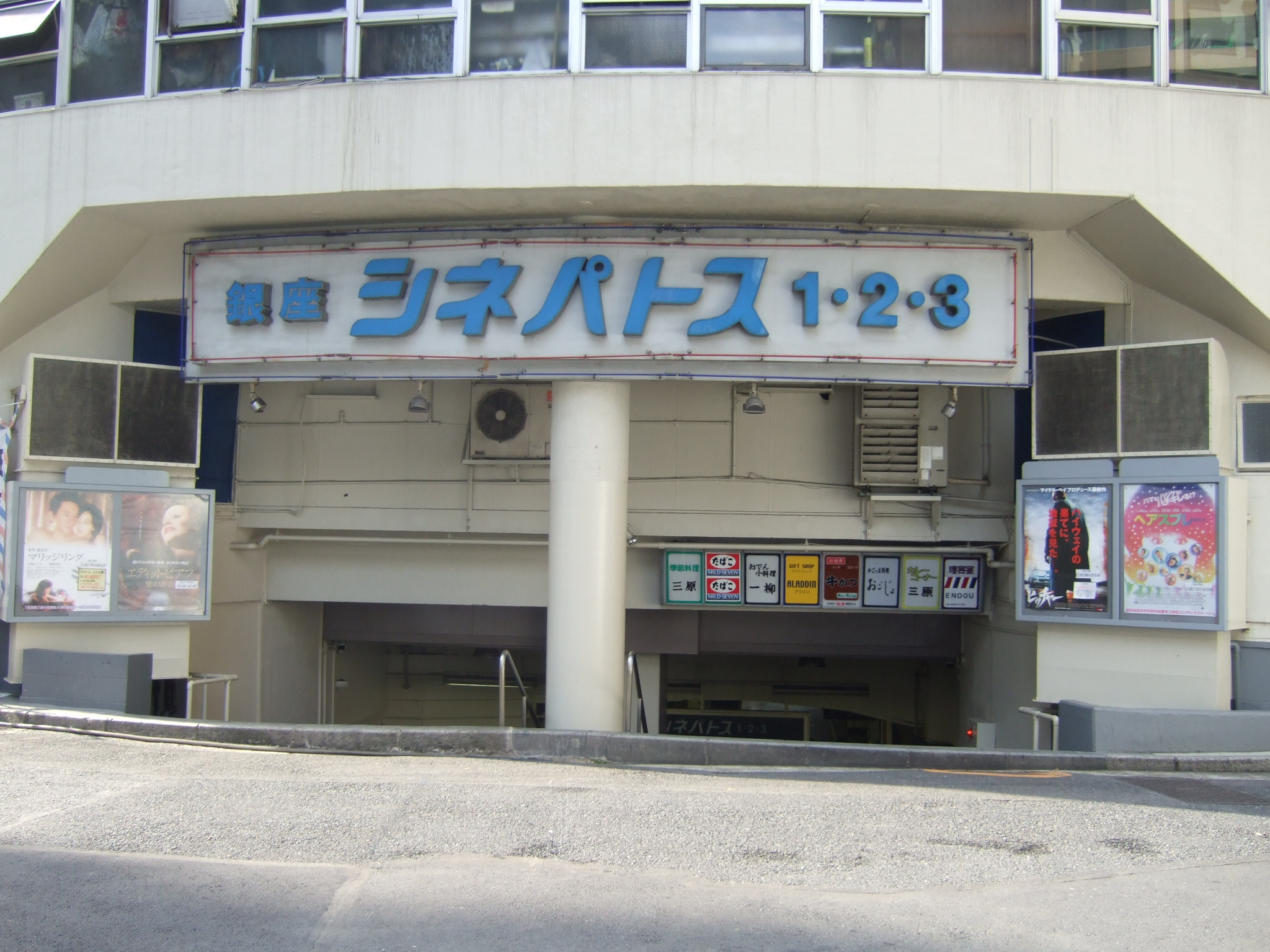
北側入り口
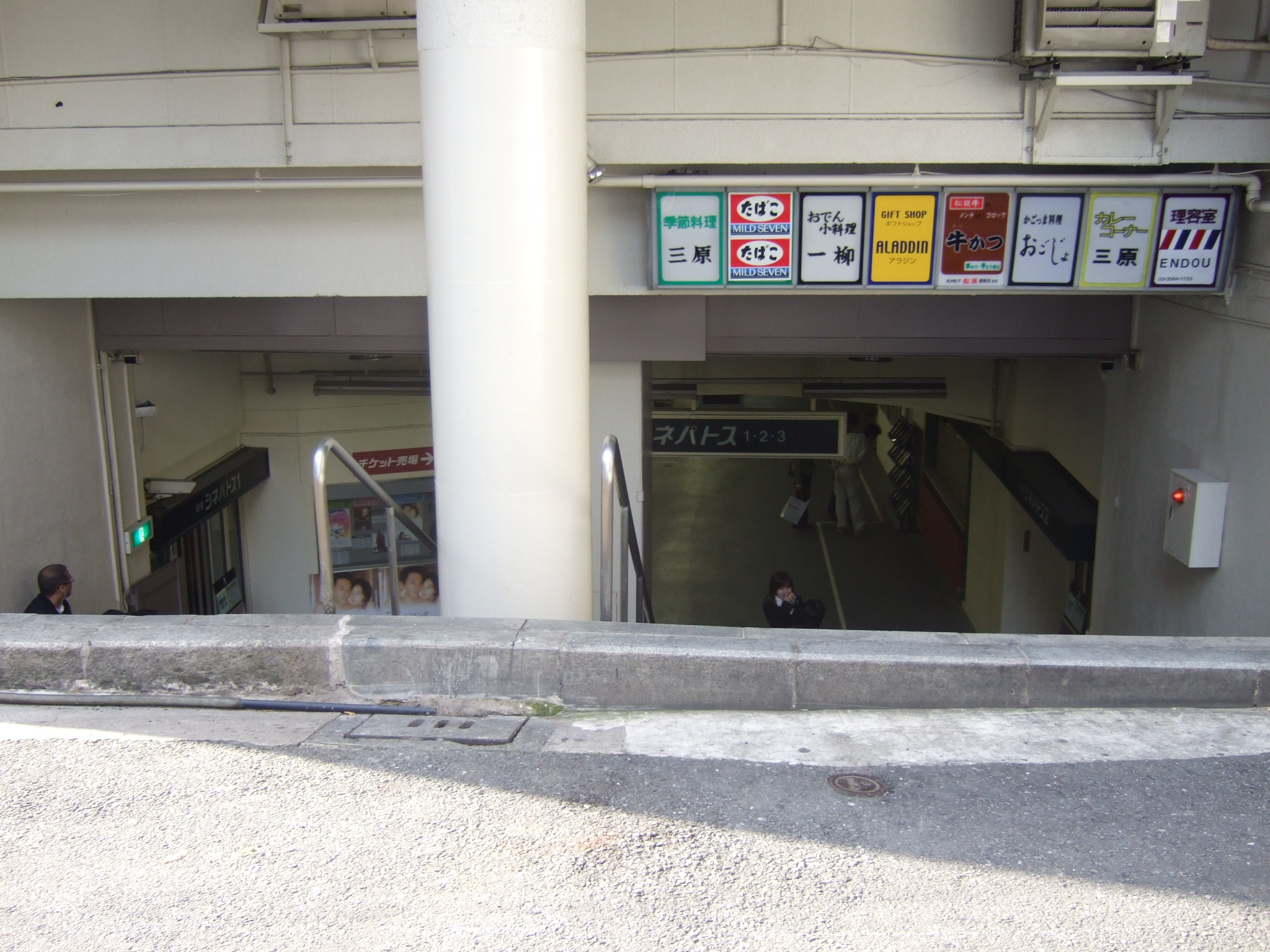
北側階段
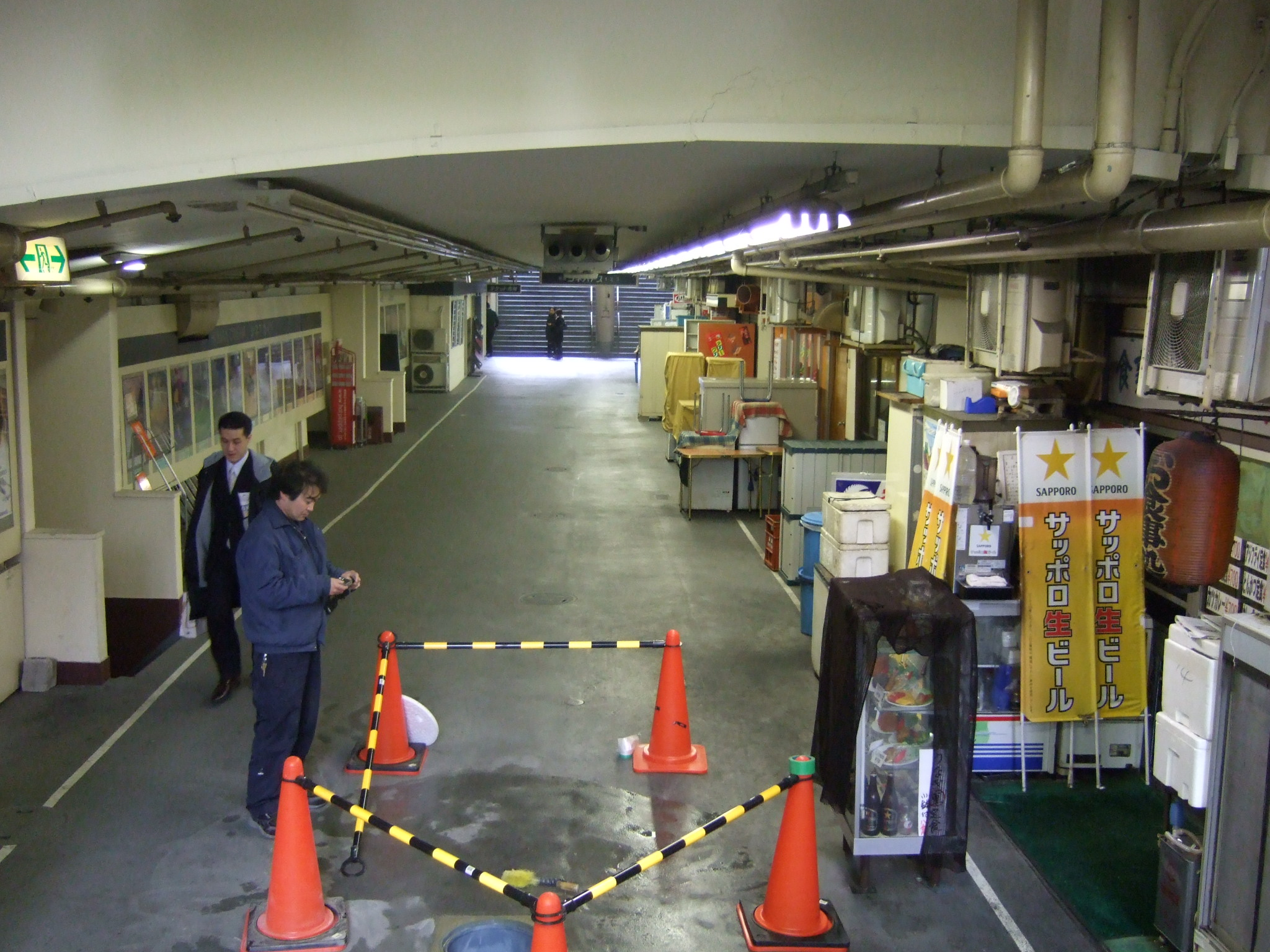
地下街（南側から）
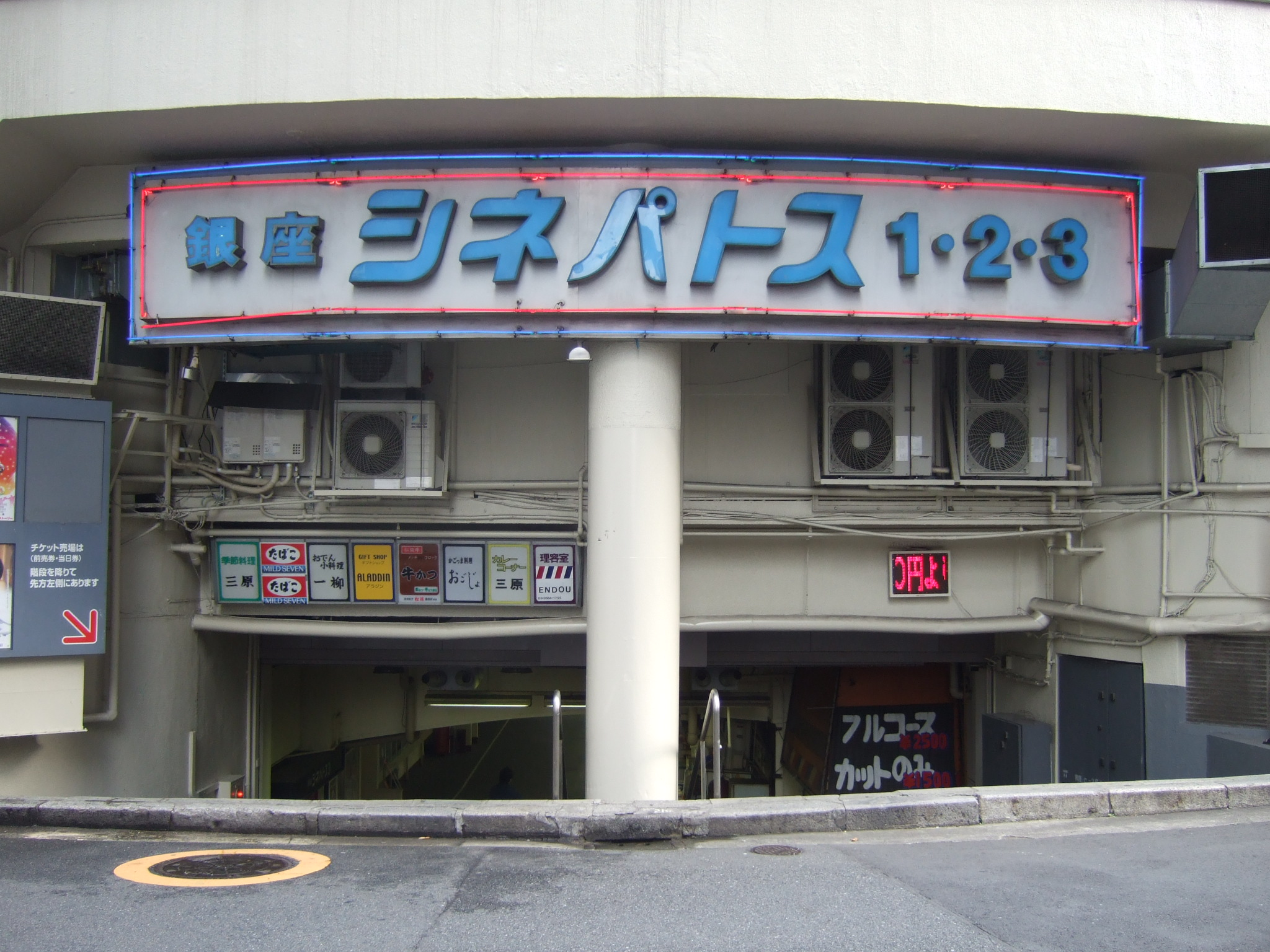
南側入り口
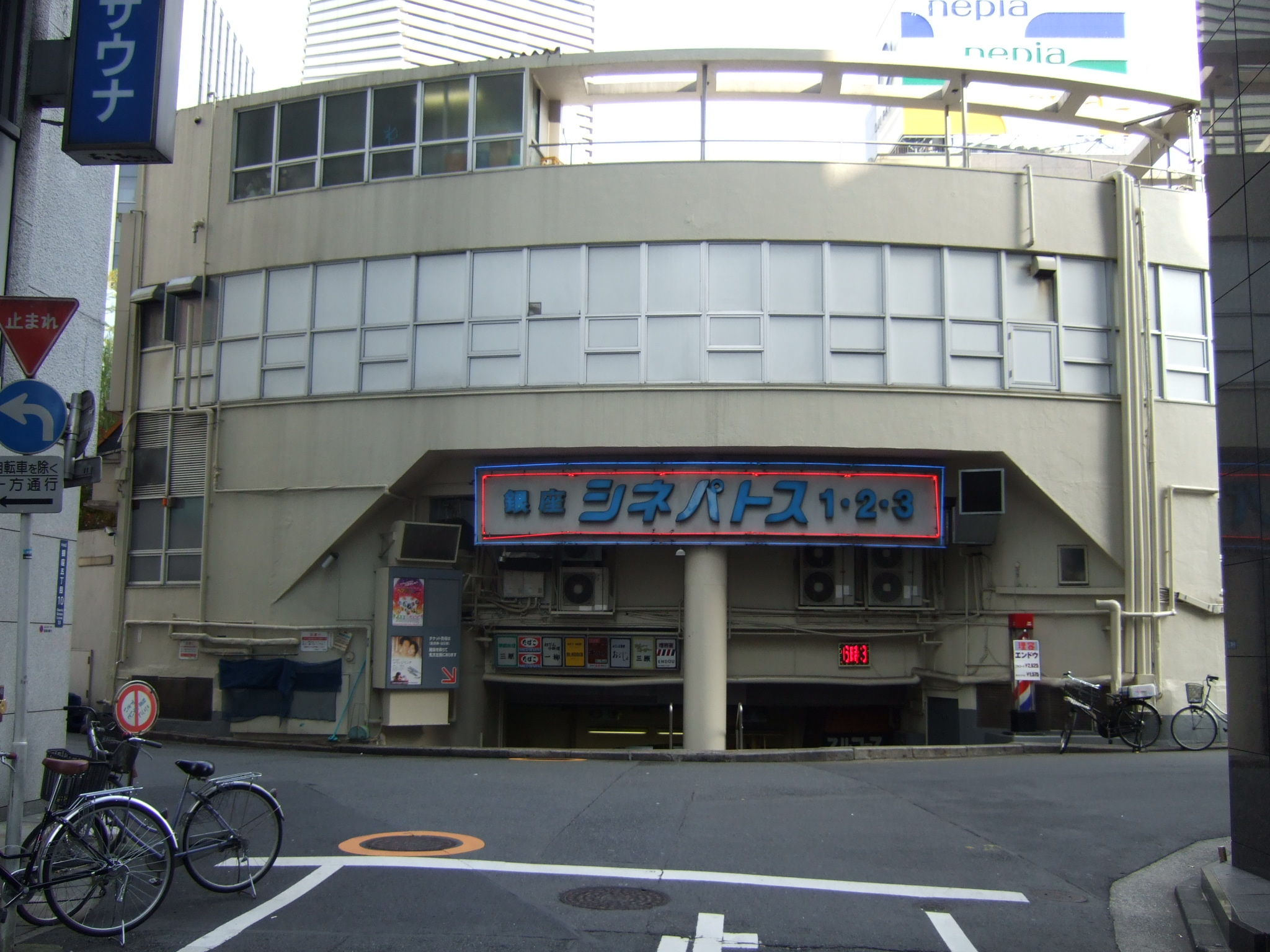
南側道路から地下街入り口を見る
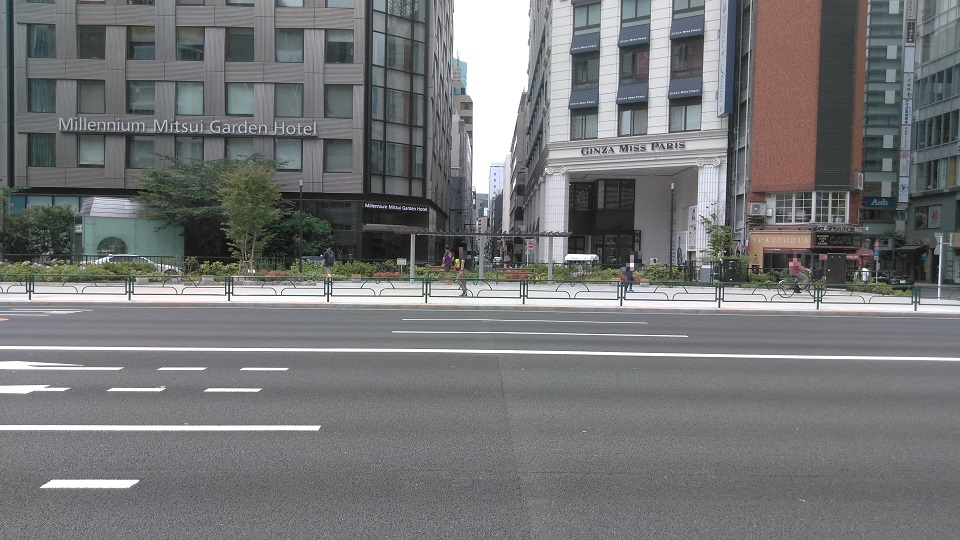
三原橋地下街撤去後の旧三原橋付近（晴海通り北側より）写真中央付近の道路が少し高くなっている
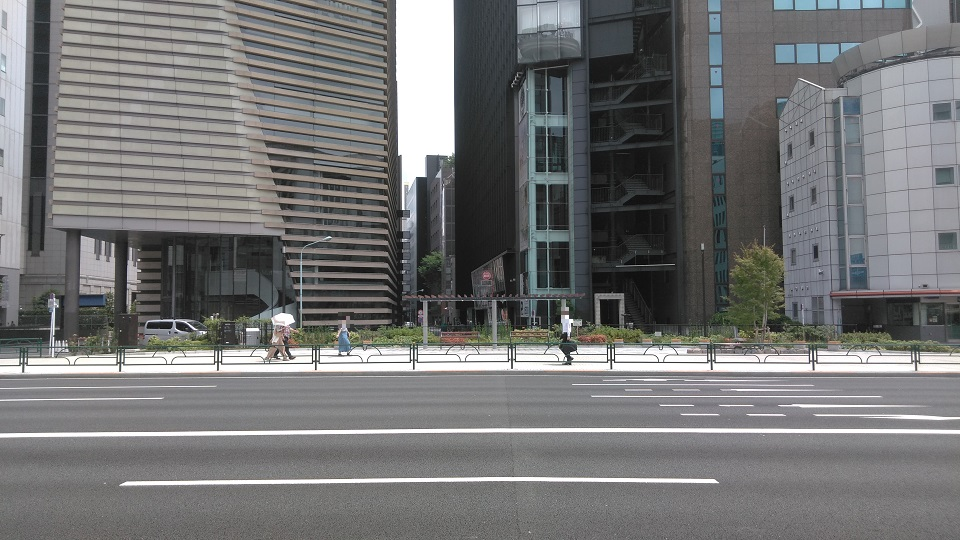
三原橋地下街撤去後の旧三原橋付近（晴海通り南側より）写真中央付近の道路が少し高くなっている